# Stadionul orășenesc din Ganja
Stadionul orășenesc din Ganja este situat în Ganja, Azerbaidjan. Acesta este folosit de echipa de fotbal Kapaz și are o capacitate de 27.000 locuri, fiind al doilea stadion ca mărime din Azerbaidjan.

## Istoric
Construit în anul 1959, stadionul orașului Ganja este stadionul central al orașului . Pe acest stadion își dispută meciurile echipa Kapaz, una dintre cele mai titrate echipe din Azerbaidjan, cu 3 titluri în palmares, și 4 cupe ale Azerbaidjanului.

## Reconstrucție
Au fost făcute încercări de reconstruire și reparație a stadionului abandonat de mai multe ori, dar de fiecare dată lucrarea nu a fost dusă până la capăt.
În noiembrie 2011, președintele AFFA, Rovnag Abdullayev, a anunțat că pregătește un plan pentru reconstrucția stadionului Ganja, după care, în 2012, va începe lucrarea necesară.
O altă încercare a fost făcută în numele președintelui AFFA, Rovnag Abdullayev, în 2013. Potrivit secretarului general al AFFA, Elkhan Mammadov, în august 2013, au fost inițiate lucrări de reparații, care urmau să fie finalizate cât mai curând posibil, dar nu s-au luat măsuri concrete.

## Adresa
Stadionul este situat în Ganja, la Ataturk Avenue, AZ2012.

## Vezi și
- Kapaz PFK